# 布格洛塞圣母圣殿
布格洛塞圣母圣殿（法语：Basilique Notre-Dame de Buglose）是一座罗马天主教宗座圣殿，建于1850年至1865年，位于法国西南部新阿基坦大區朗德省圣樊尚-德保罗。这个村镇原名普伊（Pouy），1828年为纪念文生·德·保禄而改名，这位圣人于1581年出生在兰奎因斯（Ranquines）。

### 历史
普伊圣母雕像的历史可追溯到十五世纪末至16世纪初之间，一直是供奉的对象，导致朝圣者涌入普伊。在宗教战争期间，蒙特戈默里的加布里埃尔一世和他的军队占领该地区，, 洗劫天主教堂和修道院。普伊村在1570年遭到袭击，圣母像被隐藏在附近的沼泽地里，得以逃脱被毁的命运。在被遗忘五十年之后，1620年的一天，一位农民在犁地时，发现两头牛停下来舔一块石头，原来是圣母的雕像，被泥泞覆盖。雕像立即被取出来，放置在临时祭坛，即今天的布格洛塞圣母小堂（chapelle Notre-Dame de Buglose），称为奇迹小堂（chapelle des miracles），就在发现雕像的现场。现在的小堂建筑是为圣母加冕一百周年而建。小堂原本应该是临时的，雕像应该运到普伊本堂，但拉车的牛不肯离开旧堂，这被视为神意的体现，于是决定在原址重建。
1622年五旬节星期一，达克斯的索特主教祝圣了第一座小堂，大批群众参加了仪式。布格洛塞的名声迅速传开，吸引来的朝圣者不仅来自达克斯教区，还有邻近的艾尔、波尔多、欧什、莱斯卡或奥洛龙教区。1709年，甚至西班牙王后诺伊堡的玛丽亚·安娜也来到布格洛斯祈祷，得以治愈。
在19世纪，由于太小太破旧，旧堂被现在的建筑所取代。1850年7月30日举行了奠基仪式，1855年举行了祝圣仪式，但是工程直到1865年才真正结束。
1866年9月9日，艾尔教区主教路易-玛丽·埃皮文特主教（1859年至1876年）代表教宗庇护九世为布格洛塞圣母加冕。他的继任者维克多-让-弗朗索瓦-保林·德兰诺伊主教（1876年至1905年）决定为钟楼安装大钟。铸钟的订单委托给安纳西的帕卡德家。1895年9月8日安装了23口铸钟，后来到1926年达到60口钟。
1965年9月6日，布格洛斯圣母堂建堂一百年后，由布尔日总主教勒费布夫尔祝圣。应艾尔和达克斯主教贝扎克（1963年至1978年）的请求，教宗保禄六世在纪念雕像加冕一百周年期间，于1966年9月，授予布格洛塞圣母堂以宗座圣殿的称号。

## 内部
堂内咏经席设有红色和金色的宗座华盖，证明该堂是一座宗座圣殿。两侧走道的花窗玻璃，逐帧讲述朝圣的历史。讲坛位于中殿，可追溯至17世纪。它是早期教堂的遗迹，雕刻的场景包括圣母领报、耶稣降生、三博士来朝、圣母升天和圣母加冕。在中殿左侧的尽头是圣文生·德·保禄的多色雕像，来自早期的十八世纪教堂。两个多色浮雕（十八世纪）分别代表遣使会和仁爱会。
玫瑰小堂（chapelle du Rosaire）位于入口处，其中央的木制祭坛来自老教堂（18世纪末），以及埃皮文特主教和德兰诺伊主教两位主教的石墓。

## 雕像
在咏经席的主教席位上方，有一尊圣母抱子雕像，高1.08米，重400公斤，雕刻于十五世纪末或16世纪初。

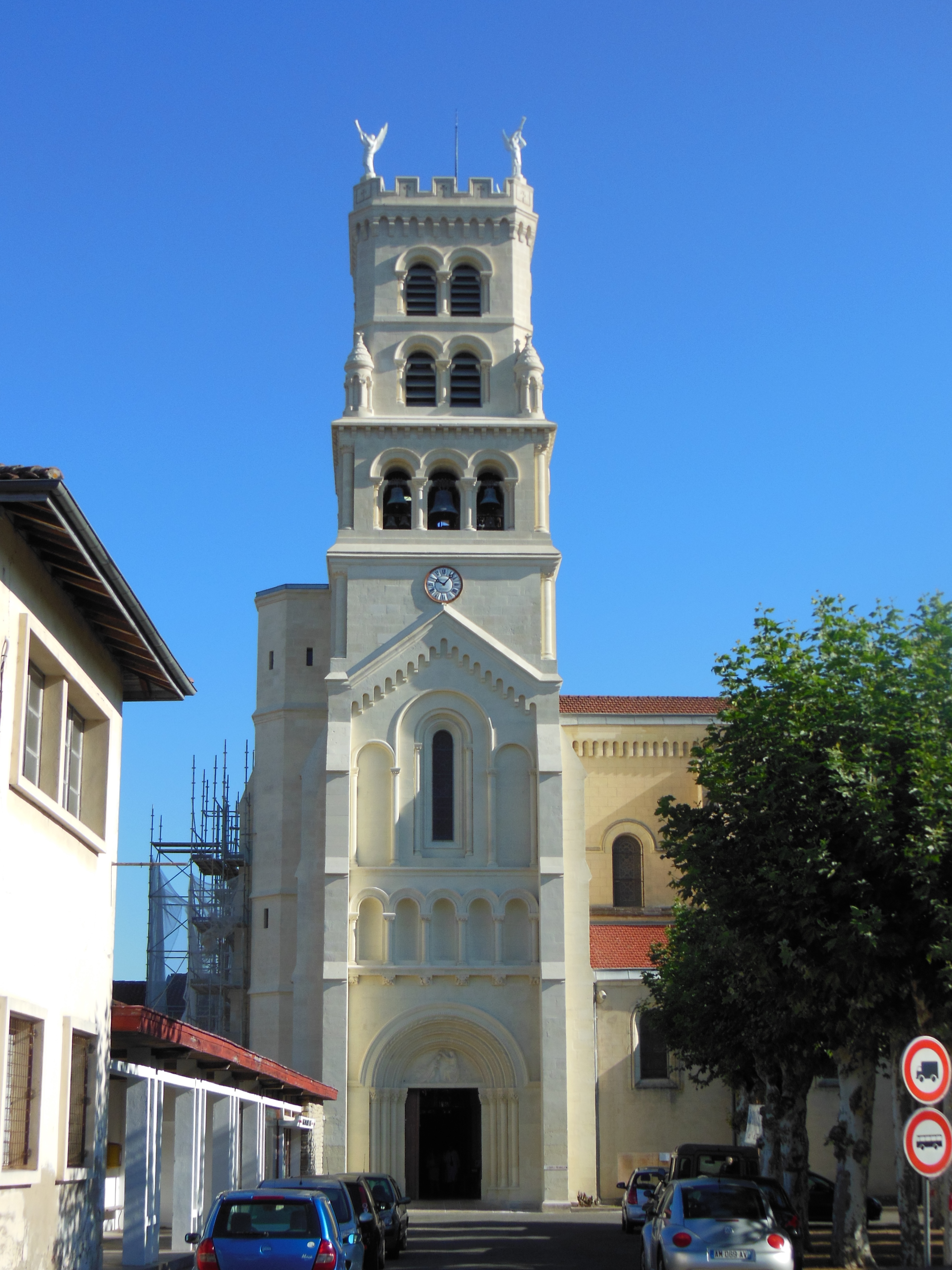
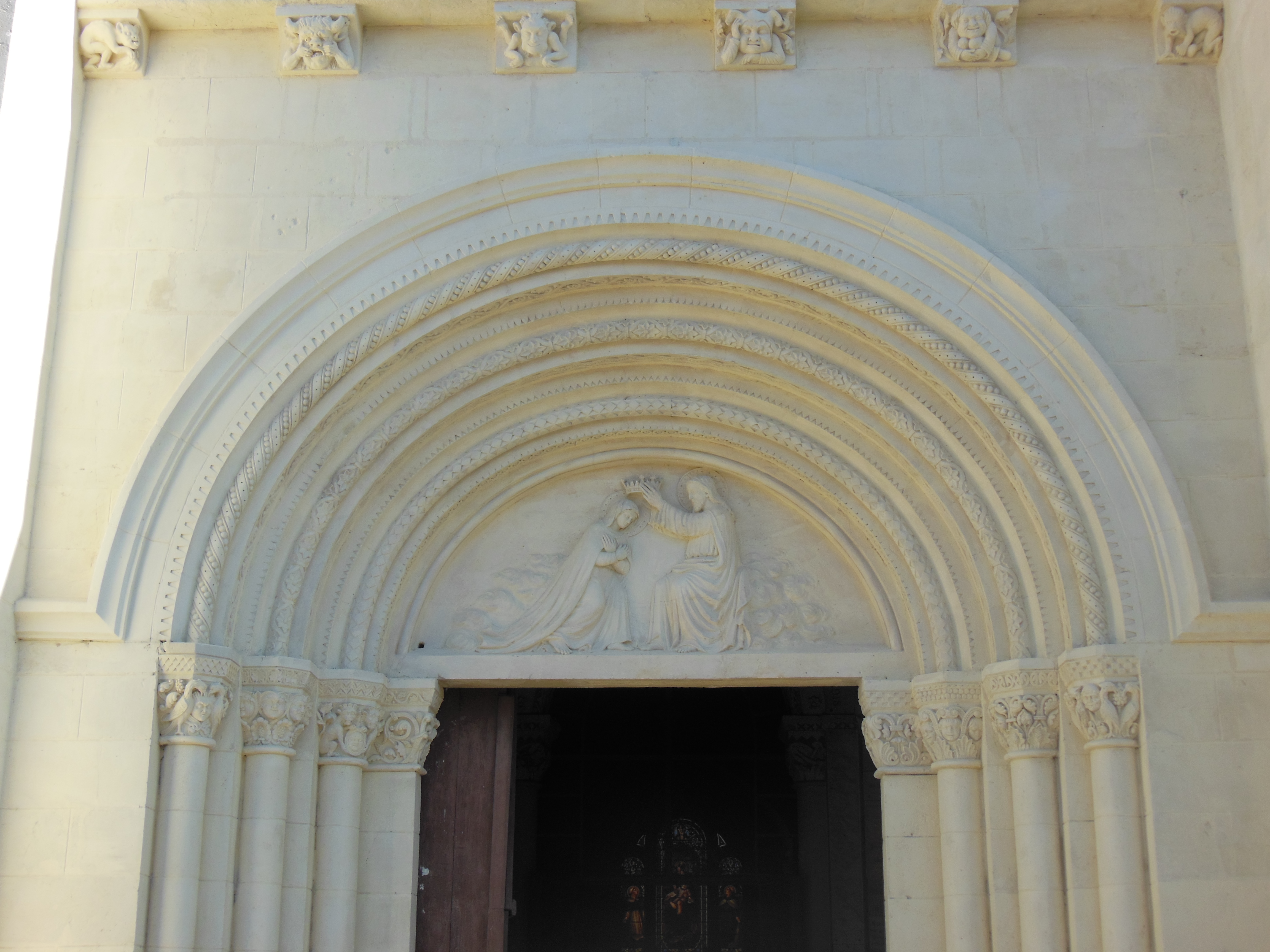
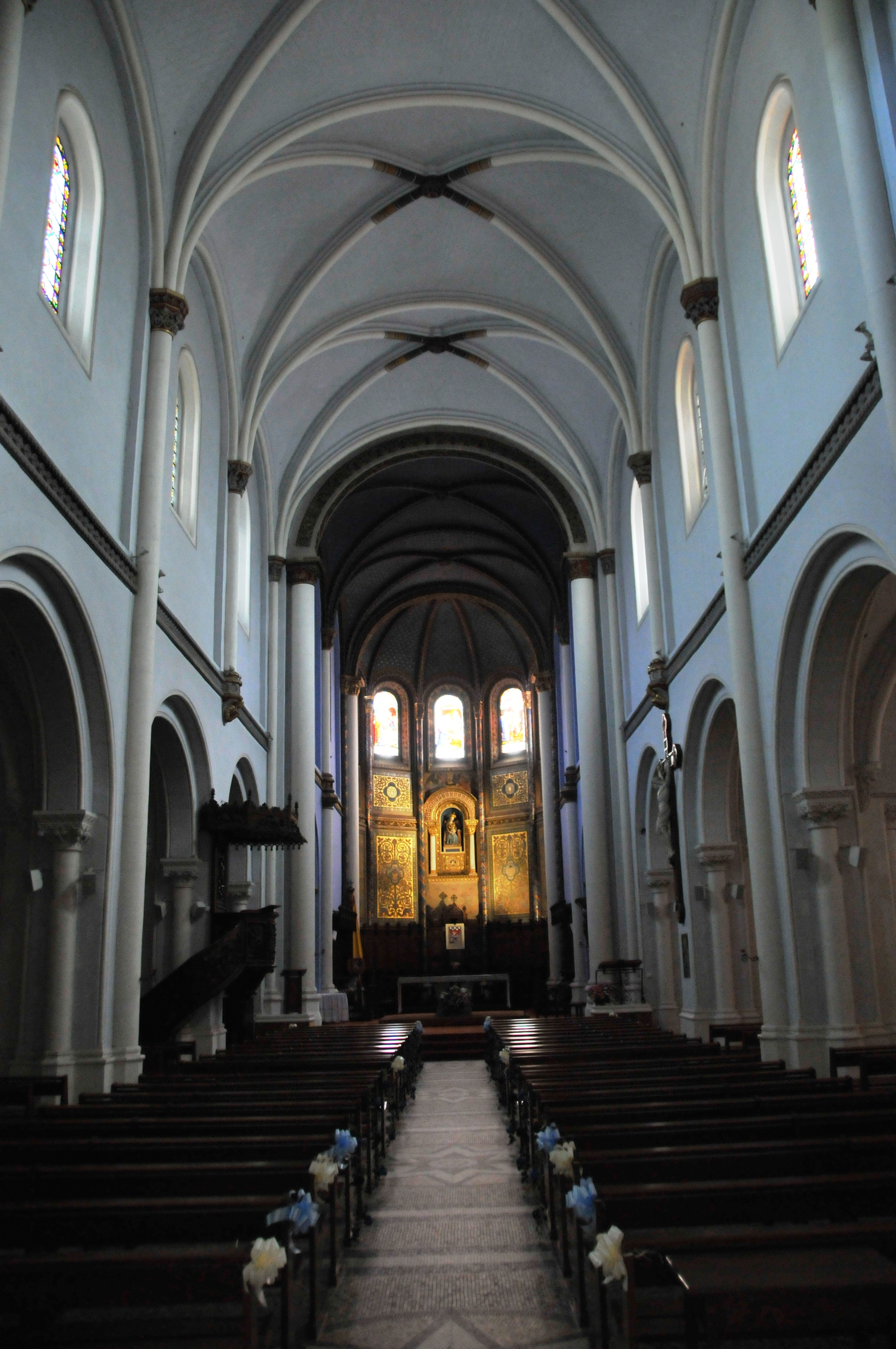
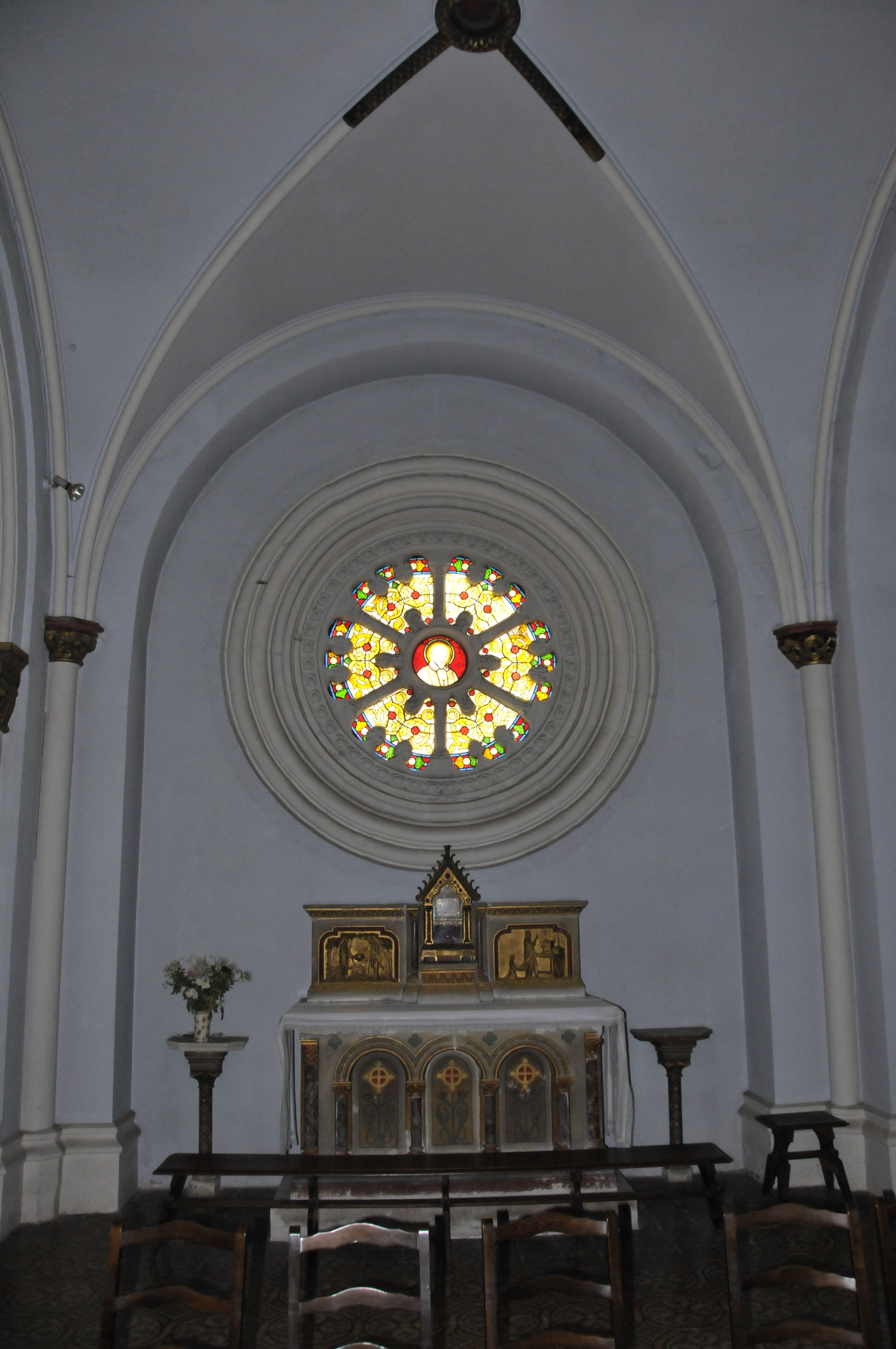
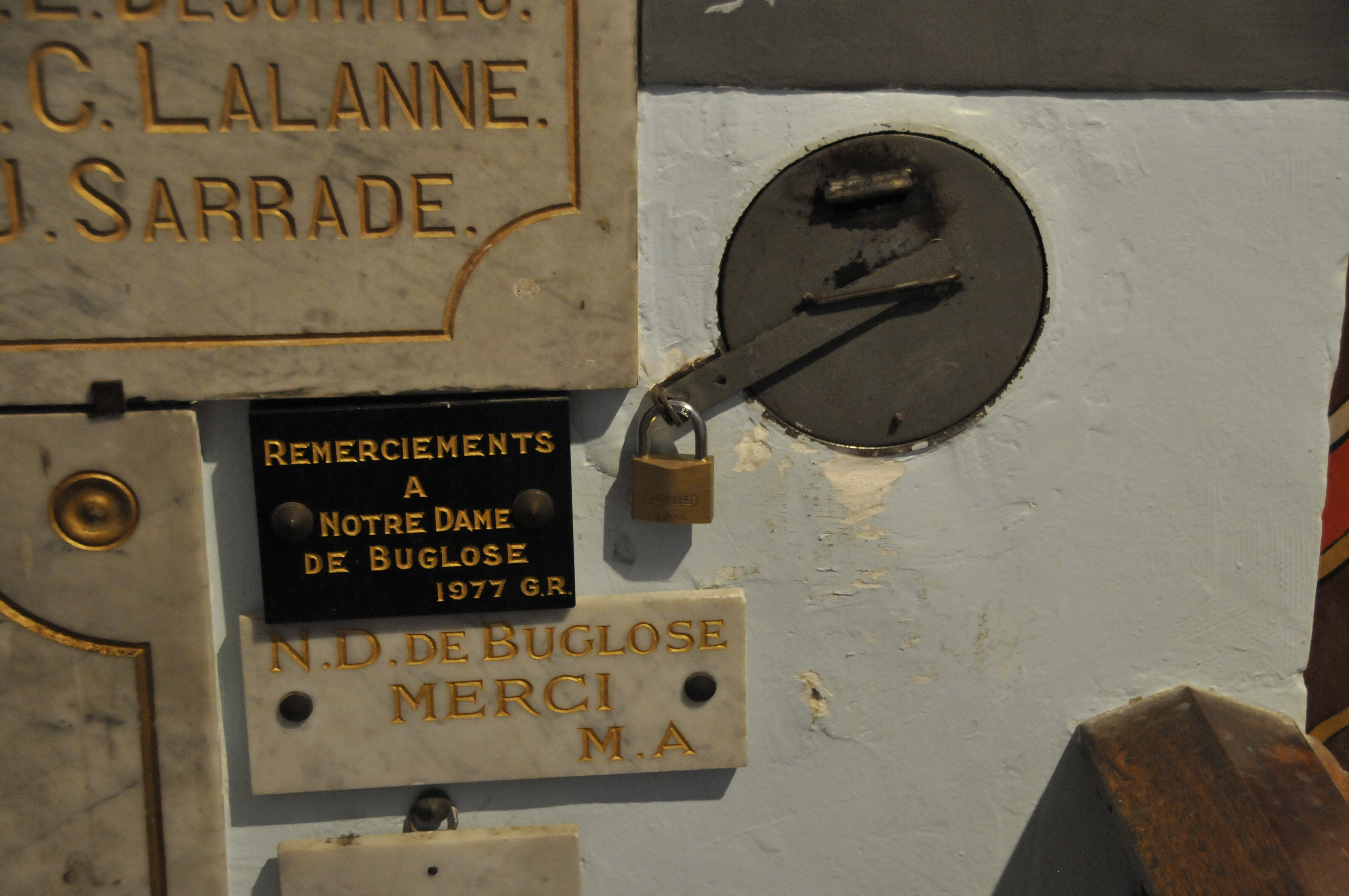